# Splendrillia subviridis
Splendrillia subviridis is een slakkensoort uit de familie van de Drilliidae. De wetenschappelijke naam van de soort is voor het eerst geldig gepubliceerd in 1911 door May.